# Wijken en buurten in Millingen aan de Rijn
De voormalige Nederlandse gemeente Millingen aan de Rijn is voor statistische doeleinden onderverdeeld in wijken en buurten. De gemeente is verdeeld in de volgende statistische wijken:
- Wijk 00 (CBS-wijkcode:026500)

Een statistische wijk kan bestaan uit meerdere buurten. Onderstaande tabel geeft de buurtindeling met kentallen volgens het Centraal Bureau voor de Statistiek (2008):
| CBS-buurtcode | Buurtnaam                           | Inwonertal | Opp. totaal (ha) | Opp. land (ha) | Ligging                |
| ------------- | ----------------------------------- | ---------- | ---------------- | -------------- | ---------------------- |
| BU02650000    | Millingen aan de Rijn               | 5750       | 275              | 232            | Locatie in de gemeente |
| BU02650008    | Verspreide huizen in Millingerwaard | 20         | 334              | 244            | Locatie in de gemeente |
| BU02650009    | Verspreide huizen poldergebied      | 100        | 423              | 396            | Locatie in de gemeente |